# Kanaat Oezbekistan
Het Kanaat Oezbekistan was een land in Centraal-Azië. 

## Geschiedenis

### Voor Abu'l-Khayr Khan

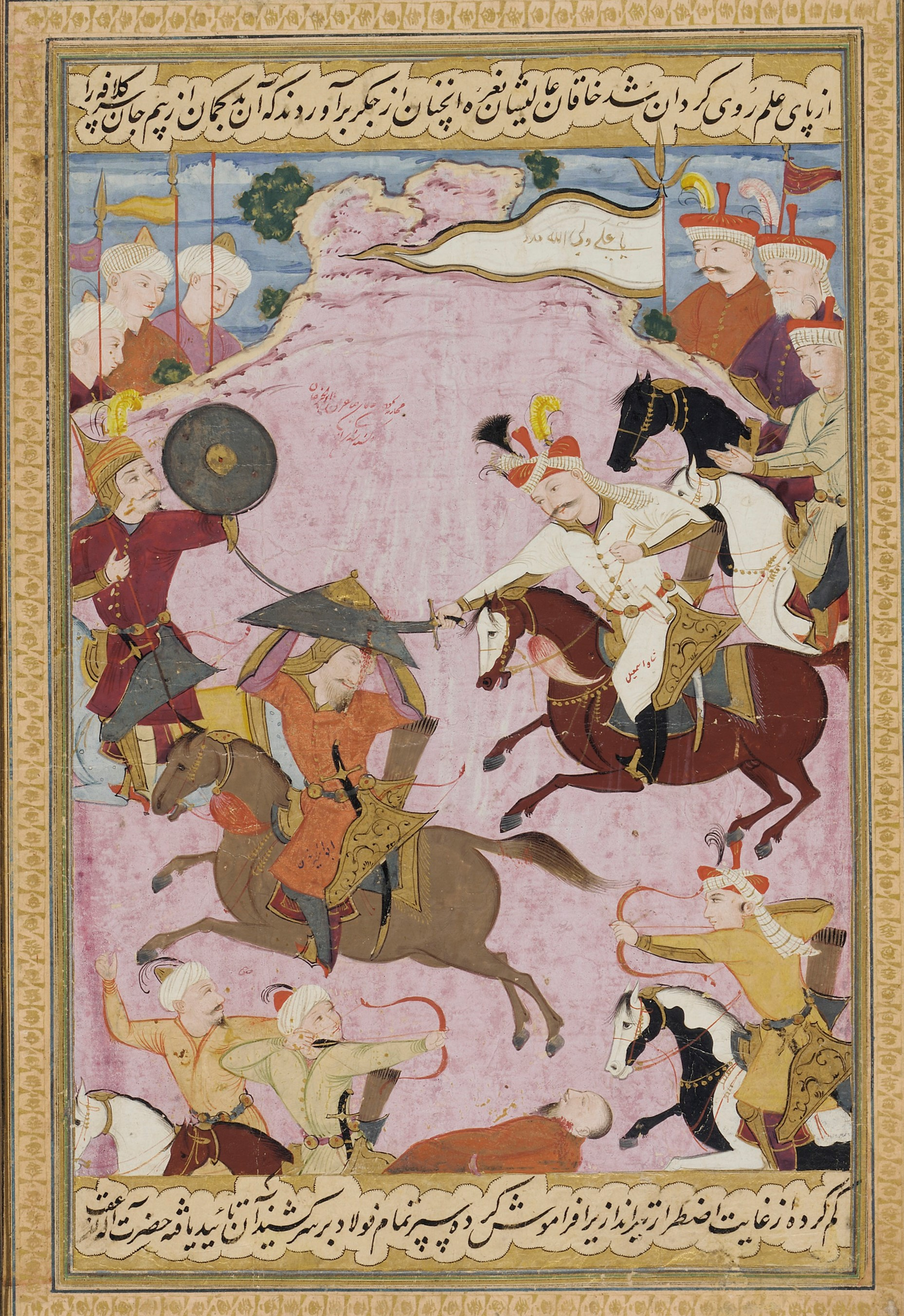
De strijd tussen Shah Ismail I en Muhammad Shaybani in 1510.

Te beginnen met Siban, de broer van Batu Khan die de heerser was van de Gouden Horde, hadden de Shajbaniden en hun nakomelingen het land in handen en heersten ze over vele stammen die door Batu aan Shiban waren toegekend. Deze landen omvatten de Gouden Horde-domeinen ten oosten van de Oeral en landen ten noorden van de Syr Darya- rivier. 

### Abu'l-Khayr Khan

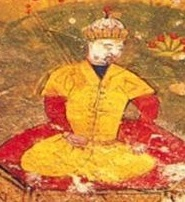
Abu'l-Khayr Khan

Tegen de tijd van Abu'l-Khayr's geboorte in 1412, was de ulus van Shiban uit elkaar gevallen. Op dit moment was het oostelijke deel van de Gouden Horde (de Blauwe Horde) buiten de volledige controle van de Khans en pretendenten van de Gouden Horde gekomen, vooral na de moord op Baraq Khan in 1427. Abu'l-Khayr werd na een veldslag in 1427 gevangengenomen en in 1428 vrijgelaten. Na het overlijden van de toenmalige Khan van de Oezbeken en troonpretendent van de Gouden Horde, wist Barak Khan, Ulug Bey, de leider van het Timoeridische rijk, het in het geheim zo te regelen dat de titel van khan werd doorgegeven aan Abu'l-Khayr. Hij begon zijn heerschappij door stammen in Siberië te consolideren rond zijn hoofdstad Chimgi-Tura (het huidige Tyumen). Hij was in staat om de regerende Khan van Sibir, Kazhy Mohammed, af te zetten en bracht het hele gebied onder controle van de Shajbaniden. 
In 1430 of 1431 marcheerden Aboe'l-Khayr en zijn leger zuidwaarts naar het door Timoeriden bezette Khwarezm en bezetten Urganj . Tussen 1430 en 1446 veroverde de Oezbeekse Khanate land in Transoxiana van de Timuriden. 
Abu'l-Khayr viel enige tijd daarna de Gouden Horde binnen en versloeg Mustafa Khan bij Astrachan . De Oezbeken verloren tijdens deze campagne ongeveer 4.500 mannen. 
Voorafgaand aan de dood van Shah Rukh in 1448 werden Sighnaq en andere steden in Toeran, zoals Uzkend en Sozak, binnengevallen en veroverd door de Oezbeken. Sighnaq werd gedurende deze tijd een van de belangrijkste steden van Centraal-Azië. 
In 1451 sloot Abu'l-Khayr een bondgenootschap met de Timurid Abu Sa'id tegen zijn rivaal 'Abdullah en de twee marcheerden beiden op Samarkand . De alliantie tussen Oezbeek en Abu Sa'id was succesvol en in ruil daarvoor bracht Abu Sa'id hulde aan de Oezbeken.

### Kazachse opstand

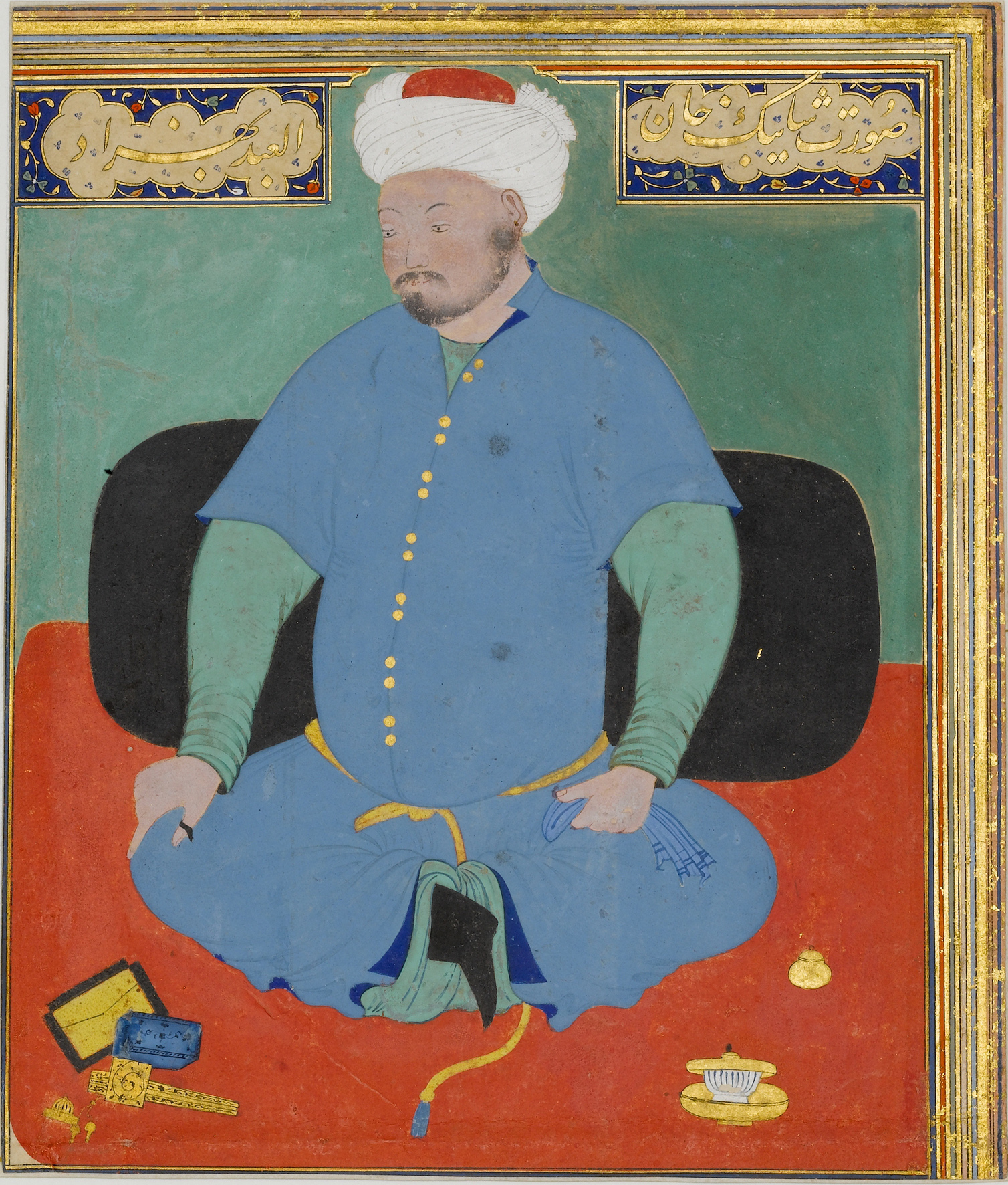
Muhammad Shaybani

Vanaf de jaren 1460 voerden de Kazachse khans oorlog om de controle over het hedendaagse Kazachstan, onder leiding van Janibeg en Kerei Khan, de zonen van de troonopvolger van de Gouden Horde, Barak Khan, die het Kazachse Kanaat oprichtten. Deze oorlog was vooral moeilijk voor de Oezbeken vanwege een recente oorlog met de Dorben Oirat Mongolen aan de oostgrenzen van de Oezbeken. Janibeg en Kerei probeerden te profiteren van de zwakte van Oezbeek na het conflict. 

### Dood van Abu'l-Khayr Khan en opvolgers
Ergens rond 1468-1470 sneuvelde Abu'l-Khayr Khan in de strijd tegen de Kazachen, samen met een aantal van zijn zonen. Sheikh Haidar, ook bekend als Baruj Oghlan ( bronnen zien ze als verschillende personen of één persoon), de oudste zoon van Abu'l-Khayr, volgde hem op. Het bewind van Sheikh Haidar was kort en werd beëindigd na conflicten met een rivaliserende Khan, Ibak . 
Moehammad Shajbani, de kleinzoon van Abu'l-Khayr, volgde zijn vader, Sheikh Haidar, op. Shaybani had, samen met zijn broer, Mahmud Sultan, een veilig onderkomen gevonden bij de Khan van Astrachan, Qasim. 
Nadat Shaybani werd geholpen door de Moghul Khans om land in Transoxiana terug te winnen, werd hij een Moghul-vazal van 1488 tot ongeveer 1500. Hierna leidde Shaybani zijn eigen veroveringen die grotendeels bestonden uit steden in de uiteengevallen Timuridische opvolgerstaten (zoals Samarkand en Bukhara ). De belangrijkste rivalen van Shaybani waren de Timurid Babur en de Perzische sjah Ismail. 
Muhammad Shaybani werd gedood in de Slag bij Marv door de Safaviden en Shah Ismail in 1510. 

## Heersers

### Khans van Shaybanid-domeinen
Dit zijn de khans die heersten over de domeinen van de Oezbeken voorafgaand aan de Abulkhairiden. 
- Siban
- Bahadur Oghul
- Jochi Buqa
- Bad Oghul
- Mengu Timur Oghlan
- Fulad Oghul
- Ibrahim Sultan
- Dawlat Shaykh Oghlan

### Abulkhairids
- Abu'l-Khayr Khan, zoon van Dawlat Shaykh Oghlan
- Sheikh Haidar, zoon van Abu'l-Khayr, stierf in 1471 in de strijd tegen Ibak Khan [1]
- Moehammad Shajbani, kleinzoon van Abu'l-Khayr Khan